# Johanna Döbereiner
Johanna Döbereiner (28 novembre 1924 – 5 octobre 2000) est une ingénieure agronome brésilienne, pionnière de l'analyse des interactions plantes-bactéries.

## Jeunesse et formation
Johanna Liesbeth Kubelka naît le 28 novembre 1924 à Ústí nad Labem en Tchécoslovaquie. Son père Paul Kubelka est un professeur. Sa famille doit quitter le pays après la Seconde Guerre mondiale et se réfugie en Allemagne pour échapper à la persécution des minorités germanophones. Elle obtient son diplôme en ingénierie agronomique à l'Université Louis-et-Maximilien de Munich. Elle y rencontre Jürgen Döbereiner qui devient son mari.

## Carrière
Elle émigre au Brésil en 1951 et obtient la nationalité en 1956. Elle effectue toute sa carrière au département de recherches du Ministère brésilien de l'agriculture. Elle se consacre à la microbiologie des sols et ses principaux travaux portent sur la fixation biologique de l'azote, soit la capacité de certains micro-organismes à métaboliser l'azote atmosphérique, le transformant en un produit que les plantes sont capables d'absorber.
Ses premiers travaux comprennent des études sur l'azospirillum et d'autres bactéries qui pourraient être utiles au sol brésilien. La crise pétrolière des années 1970 et l'envolée des prix de fertilisants encouragent ses recherches et elle joue un rôle important dans la production de soja au Brésil en encourageant le recours à des variétés dépendant uniquement de la fixation biologique de l'azote.
Dans les années 1980, elle travaille sur les endophytes. Grâce à ces recherches, de nombreuses plantations de soja au Brésil sont désormais entièrement approvisionnées en azote par les rhizobias et n'utilisent aucun engrais azoté. Ce mouvement a eu de grands avantages, car le Brésil est le plus important producteur de soja dans le monde.
Elle meurt à Seropédica, le 5 octobre 2000.

## Reconnaissance
Döbereiner est membre de l'Académie brésilienne des sciences, de l'Académie pontificale des sciences du Vatican et de l'Académie des sciences de New-York.
Elle obtient le prix de science et technologie du Mexique en 1992.
Elle est proposée pour le prix Nobel de chimie en 1997.
En 2017, le Johanna Döbereiner Biological Resources Center est nommé en son honneur.
Des scientifiques mexicains et allemands, qui ont décrit deux nouvelles espèces de bactéries fixatrices d'azote, les ont appelées Cluconacetobacter johannae et Azospirillum doebereinerae.

## Publications
Döbereiner écrit ou co-écrit plus de 500 publications durant sa carrière, dont :
- Tarrand, Jeffrey J., Noel R. Krieg, et Johanna Döbereiner. "A taxonomic study of the Spirillum lipoferum group, with descriptions of a new genus, Azospirillum gen. nov. and two species, Azospirillum lipoferum (Beijerinck) comb. nov. and Azospirillum brasilense sp. nov." Canadian journal of microbiology 24.8 (1978): 967-980[11].
- Baldani, Vera LD, José Ivo Baldani, and Johanna Döbereiner. "Effects of Azospirillum inoculation on root infection and nitrogen incorporation in wheat." Canadian Journal of Microbiology 29.8 (1983): 924-929.
- Von Bülow, Joachim FW, and Johanna Döbereiner. "Potential for nitrogen fixation in maize genotypes in Brazil." Proceedings of the National Academy of Sciences 72.6 (1975): 2389-2393.
- Döbereiner, Johanna. "Biological nitrogen fixation in the tropics: social and economic contributions." Soil Biology and Biochemistry 29.5-6 (1997): 771-774.